# توبسالي بيتش (كارولاينا الشمالية)
توبسالي بيتش (بالإنجليزية: Topsail Beach town, North Carolina)‏ هي بلدة تقع بولاية كارولاينا الشمالية في الولايات المتحدة. تبلغ مساحتها 15.23 كم2، وترتفع عن سطح البحر 2 م، بلغ عدد سكانها 368 نسمة في عام 2010 حسب إحصاء مكتب تعداد الولايات المتحدة وتصل الكثافة السكانية فيها 24.2 نسمة لكل كيلومتر مربع (62.7/ميل2).

## التركيبة السكانية
حدّد مكتب تعداد الولايات المتحدة بيانات التركيبة السكانية لتوبسالي بيتش في تعداد الولايات المتحدة. في ما يلي، التركيبة السكانية حسب تعدادي 2000 و2010.

### تعداد عام 2000
بلغ عدد سكان توبسالي بيتش 471 نسمة بحسب تعداد عام 2000، وبلغ عدد الأسر 252 أسرة وعدد العائلات 159 عائلة مقيمة في البلدة. في حين سجلت الكثافة السكانية 30.9 نسمة لكل كيلومتر مربع (80.0/ميل2). وبلغ عدد الوحدات السكنية 1,149 وحدة بمتوسط كثافة قدره 75.4 لكل كيلومتر مربع (195.3/ميل2).
وتوزع التركيب العرقي للبلدة بنسبة 99.36% من البيض و0.21% من الأمريكيين الأصليين و0.21% من الأمريكيين ذوي الأصول الآسيوية و0.21% من الأعراق الأخرى و0.42% من الهسبانيون أو اللاتينيون من أي عرق.
بلغ عدد الأسر 252 أسرة كانت نسبة 9.9% منها لديها أطفال تحت سن الثامنة عشر تعيش معهم، وبلغت نسبة الأزواج القاطنين مع بعضهم البعض 58.3% من أصل المجموع الكلي للأسر، ونسبة 2% من الأسر كان لديها معيلات من الإناث دون وجود شريك، بينما كانت نسبة 2.8% من الأسر لديها معيلون من الذكور دون وجود شريكة وكانت نسبة 36.9% من غير العائلات. تألفت نسبة 31.7% من أصل جميع الأسر من عدة أفراد يعيشون في نفس المنزل ونسبة 10.7% كانت تتألف من شخص يعيش بمفرده يبلغ من العمر 65 عاماً أو أكثر. وبلغ متوسط حجم الأسرة المعيشية 1.87، أما متوسط حجم العائلات فبلغ 2.26.
بلغ العمر الوسطي للسكان 55.6 عاماً. وكانت نسبة 7% من القاطنين تحت سن الثامنة عشر، وكانت نسبة 4.5% بين الثامنة عشر والرابعة والعشرين عاماً، ونسبة 17.4% كانت واقعةً في الفئة العمرية ما بين الخامسة والعشرين والرابعة والأربعين عاماً، ونسبة 44.2% كانت ما بين الخامسة والأربعين والرابعة والستين، ونسبة 26.8% كانت ضمن فئة الخامسة والستين عاماً فما فوق. يوجد لكل 100 أنثى 100.0 ذكر، ويوجد لكل 100 أنثى في الثامنة عشر من عمرها فما فوق 103.3 ذكر.
بلغ متوسط دخل الأسرة في البلدة 55,750 دولارًا، أما متوسط دخل العائلة فبلغ 64,167 دولارًا. وكان متوسط دخل الذكور 45,313 دولارًا مقابل 25,139 دولارًا للإناث. وسجل دخل الفرد الخاص بالبلدة 35,838 دولارًا. وكانت نسبة 0.8% من العائلات ونسبة 6.7% من السكان تحت خط الفقر، وكان من هؤلاء نسبة 3.8% تحت سن الثامنة عشر ونسبة 0% في الخامسة والستين من العمر وما فوق.

### تعداد عام 2010
بلغ عدد سكان توبسالي بيتش 368 نسمة بحسب تعداد عام 2010، وبلغ عدد الأسر 187 أسرة وعدد العائلات 119 عائلة مقيمة في البلدة. في حين سجلت الكثافة السكانية 24.2 نسمة لكل كيلومتر مربع (62.7/ميل2). وبلغ عدد الوحدات السكنية 1,298 وحدة بمتوسط كثافة قدره 85.2 لكل كيلومتر مربع (220.7/ميل2).
وتوزع التركيب العرقي للبلدة بنسبة 96.47% من البيض و1.63% من الأمريكيين الأفارقة و0.54% من الأمريكيين الأصليين و0.27% من الأمريكيين ذوي الأصول الآسيوية و0.27% من الأعراق الأخرى و0.82% من عرقين مختلطين أو أكثر و0.54% من الهسبانيون أو اللاتينيون من أي عرق.
بلغ عدد الأسر 187 أسرة كانت نسبة 13.4% منها لديها أطفال تحت سن الثامنة عشر تعيش معهم، وبلغت نسبة الأزواج القاطنين مع بعضهم البعض 58.8% من أصل المجموع الكلي للأسر، ونسبة 3.7% من الأسر كان لديها معيلات من الإناث دون وجود شريك، بينما كانت نسبة 1.1% من الأسر لديها معيلون من الذكور دون وجود شريكة وكانت نسبة 36.4% من غير العائلات. تألفت نسبة 29.4% من أصل جميع الأسر من عدة أفراد يعيشون في نفس المنزل ونسبة 12.3% كانت تتألف من شخص يعيش بمفرده يبلغ من العمر 65 عاماً أو أكثر. وبلغ متوسط حجم الأسرة المعيشية 1.97، أما متوسط حجم العائلات فبلغ 2.36.
بلغ العمر الوسطي للسكان 57.4 عاماً. وكانت نسبة 8.7% من القاطنين تحت سن الثامنة عشر، وكانت نسبة 5.7% بين الثامنة عشر والرابعة والعشرين عاماً، ونسبة 16% كانت واقعةً في الفئة العمرية ما بين الخامسة والعشرين والرابعة والأربعين عاماً، ونسبة 42.1% كانت ما بين الخامسة والأربعين والرابعة والستين، ونسبة 27.4% كانت ضمن فئة الخامسة والستين عاماً فما فوق. وتوزع التركيب الجنسي للسكان بنسبة 50% ذكور و50% إناث.

## وصلات خارجية
- الموقع الرسمي